# New Sound Studio
Koordinaten: 47° 11′ 59,1″ N, 8° 47′ 48,6″ O; CH1903: 702911 / 228535

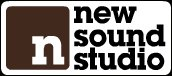
Logo des New Sound Studios

Das New Sound Studio ist ein Schweizer Musikstudio. Es befindet sich in der Gemeinde Pfäffikon SZ. Spezialisiert ist das Studio auf alle Produktionsschritte bei einer Musikproduktion, es werden also sowohl die Aufnahmen als auch die Abmischung und das Mastering durchgeführt. Betrieben wird das Studio von Tommy Vetterli, der dort als Musikproduzent und Toningenieur arbeitet. Die Hauptkundschaft besteht aus Metal-Bands, darüber hinaus wird das Studio aber auch von Bands anderer Genres und für Radiowerbung und andere Audioaufzeichnungen gebucht.

## Geschichte
Das Studio wurde 1980 von Peter Hirt gegründet. Konzipiert wurde das Studio von dem renommierten Akustiker Helmuth Kolbe. 2005 übernahm es der Schweizer Musiker Tommy Vetterli von Hirt.

## Beschreibung
Kern des Studios bildet der 80 m² grosse Aufnahmeraum des Studio A. Aufgrund seiner Grösse eignet sich dieser auch für Orchester und Chöre. Integriert in diesen Raum sind zwei akustisch abtrennbare Kabinen, die das Liveaufnehmen unterschiedlich lauter Instrumente parallel ermöglichen. Zum Studio A gehört auch ein eigener Regieraum. Das Studio B besteht aus einem kleineren Aufnahmeraum und verfügt ebenfalls über einen eigenen Regieraum.
Darüber hinaus verfügt das New Sound Studio auch über einen Aufenthaltsraum mit Sofas, TV, einer Spielkonsole und einer Küche.

## Bekannte Kunden und Werke
Die folgende Tabelle gibt eine Auswahl Alben wieder, die im New Sound Studio aufgenommen wurden.
| VÖ-Jahr | Band        | Album                              | Aufnahmen | Abmischung | Mastering |
| ------- | ----------- | ---------------------------------- | --------- | ---------- | --------- |
| 2004    | Pure Inc    | Pure Inc                           | •         | •          |           |
| 2005    | Aextra      | Aecht                              | •         |            |           |
| 2006    | Pure Inc    | A New Day’s Dawn                   | •         | •          |           |
| 2006    | Redeem      | Eleven                             | •         | •          |           |
| 2007    | Backwash    | Kick Ass!                          | •         | •          |           |
| 2009    | 69 Chambers | War on the Inside                  | •         | •          |           |
| 2010    | Battalion   | Underdogs                          | •         | •          |           |
| 2010    | Eluveitie   | Everything Remains as It Never Was | •         | •          |           |
| 2011    | Draven      | Mirror                             |           | •          |           |
| 2011    | audioLegend | The Road                           | •         | •          |           |
| 2012    | Eluveitie   | Helvetios                          | •         | •          |           |